# Mitracarpus sagraeanus
Mitracarpus sagraeanus là một loài thực vật có hoa trong họ Thiến thảo. Loài này được DC. mô tả khoa học đầu tiên năm 1830.